# Molophilus bellona
Molophilus bellona är en tvåvingeart som beskrevs av Alexander 1946. Molophilus bellona ingår i släktet Molophilus och familjen småharkrankar. Inga underarter finns listade i Catalogue of Life.